# Zhangaqorghan
Zhangaqorghan är en ort i Kazakstan.   Den ligger i oblystet Qyzylorda, i den centrala delen av landet, 900 km söder om huvudstaden Astana. Zhangaqorghan ligger 167 meter över havet och antalet invånare är 21 339.
Terrängen runt Zhangaqorghan är platt. Runt Zhangaqorghan är det mycket glesbefolkat, med 3 invånare per kvadratkilometer. Zhangaqorghan är det största samhället i trakten. Trakten runt Zhangaqorghan består i huvudsak av gräsmarker.